# Ізостера перехідного стану
Ізостера перехідного стану (рос. изостера переходного состояния, англ. transition state isostere) — у хімії ліків — угруповання атомів, які розташовані подібно до розташування атомів у перехідному стані даної біохімічної реакції, але є більш стабільним.